# ایمی آلن (ترانه‌نویس)
ایمی آلن (انگلیسی: Amy Allen) ترانه‌نویس، تهیه‌کننده موسیقی و خواننده اهل ایالات متحده آمریکا است. آلن بیشتر به‌خاطر همکاری با هنرمندانی مانند هری استایلز، هالزی، شان مندز و کامیلا کبیو شناخته می‌شود.